# Pimpla contemplator
Pimpla contemplator är en stekelart som först beskrevs av Cornelius Herman Muller 1776.  Pimpla contemplator ingår i släktet Pimpla och familjen brokparasitsteklar. Arten är reproducerande i Sverige. Inga underarter finns listade i Catalogue of Life.